# تو دروغگو من مکار
تو دروغگو من مکار (انگلیسی: You're a liar, I am cunning) (به هندی: Tu Jhoothi Main Makkaar) فیلم هندی کمدی رمانتیک هندی- زبان است و در سال ۲۰۲۳ اکران گردید، نویسندگان آن راهول مودی و رانجان هستند که کارگردانی آن بر عهده لاو رانجان بوده‌است. در این فیلم که توسط لاو فیلمز و تی-سریز تولید شده‌است، رانبیر کاپور و شرادها کاپور نقش‌های اصلی را بازی می‌کنند.
این فیلم در روز ۸ مارس ۲۰۲۳، همزمان با آخرین روزهای هفته جشن هولی اکران گردید. فیلم تو دروغگو من مکار نقدهای مختلفی را از منتقدان دریافت کرد. این فیلم در سراسر جهان به فروشی بیش از ۲۲۰٫۱ کرور روپیه دست یافت.

## فهرست بازیگران
- رانبیر کاپور در نقش روهان «میکی» آرورا
- شرادها کاپور در نقش نیشا «تینی» مالهوترا
- دیمپل کاپادیا در نقش رنو آرورا، مادر میکی
- انوبهاو سینگ باسی در نقش مانو داباس، بهترین دوست میکی
- بانی کاپور در نقش رامش آرورا، پدر میکی
- هاسلین کائور در نقش مینی، خواهر میکی
- امبر رعنا در نقش اشیش
- مونیکا چاوداری در نقش کینچی داباس، همسر مانو
- عنایت ورما
- جاتیندر کائور در نقش خانم آرورا، مادربزرگ میکی
- راجش جایس در نقش آقای مالهوترا، پدر تینی
- عایشه رضا میشرا در نقش خانم مالهوترا، مادر تینی
- تینا سینگ در نقش جیوتی شرما
- کارتیک آریان در نقش راهول (حضور افتخاری)
- نصرت باروچا در نقش انیا (حضور افتخاری)

## نمایش
اکران سینمایی
فیلم در روز ۸ مارس ۲۰۲۳ مصادف با جشنواره هولی اکران شد.
رسانه خانگی
فیلم در روز ۳ مهٔ ۲۰۲۳ از طریق پلت‌فرم نتفلیکس به نمایش درآمد.